# Cochlespira crispulata
Cochlespira crispulata is een slakkensoort uit de familie van de Cochlespiridae. De wetenschappelijke naam van de soort is voor het eerst geldig gepubliceerd in 1901 door Martens.